# Haniwa

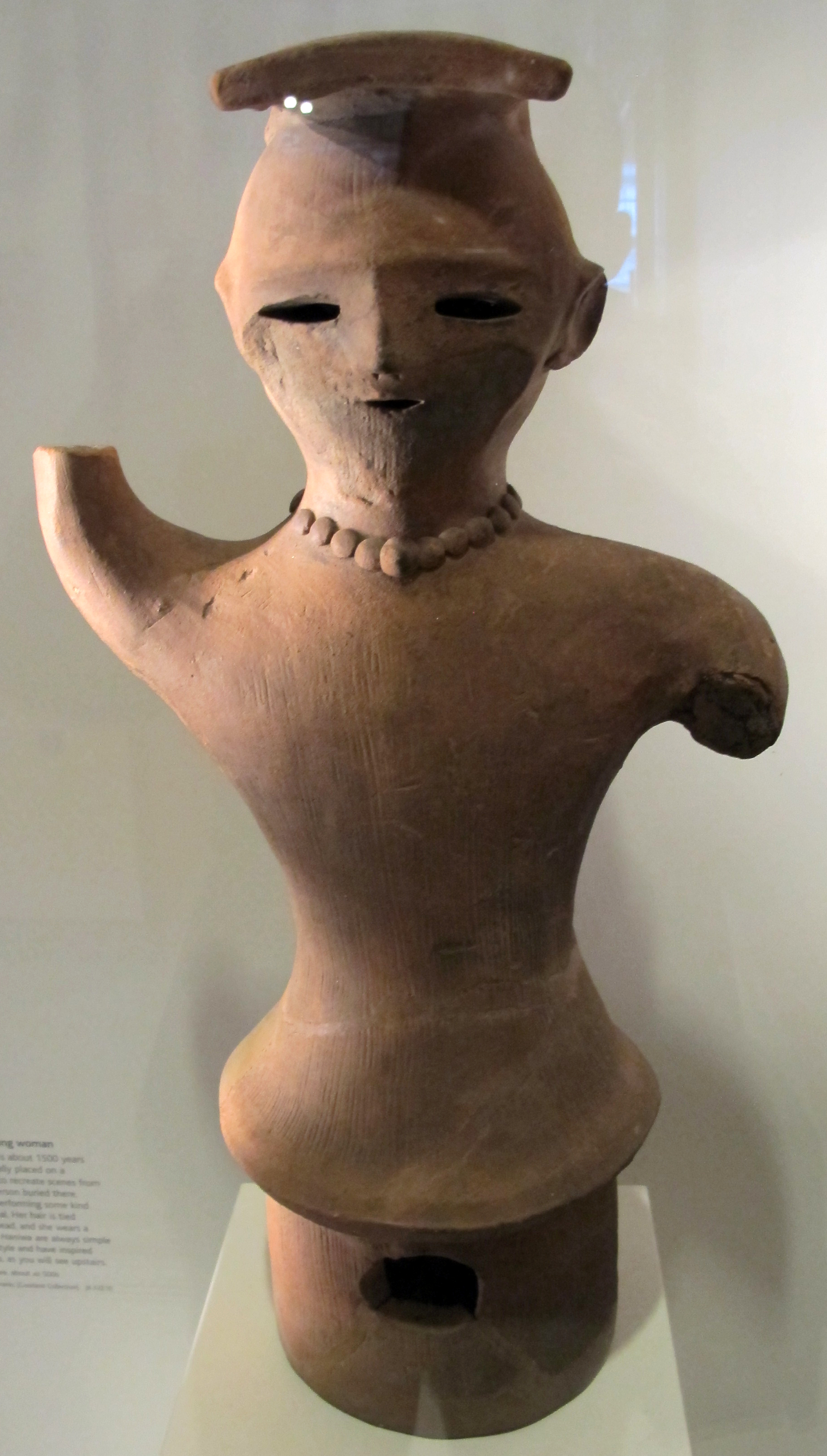
Antropomorficzna figurka haniwa z V wieku

Haniwa (jap. 埴輪) – występujące w Japonii okresu Kofun (250–538 lub 300–562) cylindryczne naczynia i figurki wykonane z gliny, chowane ze zmarłymi, ustawiane wokół kofunów lub na ich powierzchni. Pojawiają się pod koniec III wieku. Przedstawiają ludzi, domy, zwierzęta łowne i domowe oraz przedmioty użytkowe, rytualne i magiczne. Haniwa są niewyczerpanym źródłem wiadomości o społeczeństwie japońskim okresu Kofun.